# Sony Ericsson Xperia Arc
索尼爱立信Xperia arc (Xperia X12) 是一款索尼爱立信开发制造的旗艦級Android智能手机。2011年4月1日于欧洲首先上市。Xperia arc有一块4.2-英寸（110-）触摸屏，由移动版BRAVIA引擎提供854×480像素分辨率屏幕的图像处理优化，1 GHz高通Snapdragon处理器, 一枚810万像素后置摄像头，HDMI输出，512 MB的RAM，附带8 GBmicroSD存储卡
（最高可扩展至32 GB）。（韩国地区发货产品附带16 GB microSD存储卡）
日本地区的发货型号为NTT SO-01C，中国地区的发货型号为索尼爱立信LT18i，標語為「智視非凡」。

## 硬件
屏幕为一块4.2英寸分辨率为854 × 480的电容式触摸屏，支持多点触摸, is scratch resistant and features the mobile bravia engine from Sony and is capable of displaying 16,777,216 colours.
相機像素達810萬，Exmor R用于低光照拍摄。支持拍攝720p的高清短片。
设备内置存储空间为 1 GB 其中320 MB空余为用户空间，外置存储卡槽最高支持32 GBmicroSD存储卡。

## 顏色
顏色包括：
| 顏色 | 名稱   | 英語          | 備註           |
| ---- | ------ | ------------- | -------------- |
|      | 夜空藍 | Midnight Blue |                |
|      | 迷濛銀 | Misty Silver  |                |
|      | 櫻花粉 | Sakura Pink   | 日本Docomo限定 |

## 發佈會
2011年1月5日在CES 2011首次透露Xperia arc。

## 人体工程学
Xperia Arc有着相當特殊的外觀设计，其背部為上下厚，中間薄的拱形設計。